# Naturalista nyelv
A naturalista nyelv olyan zonális mesterséges nyelv, amelynek a szerkesztésekor alapul vett forrásnyelve a latin (esetleg néhány szempontból a görög). Egyes forrásokban interlatinid néven hívják.
Ilyen nyelv például az interlingva, az occidental stb.
Az utóbbi évtizedekben készült, életképes mesterséges nyelvek többsége naturalista nyelv.

## Forrás
- Dr. Szerdahelyi István: Bábeltől a világnyelvig. (magyarul) Budapest: Gondolat. 1977.  ISBN 963 280 180 6 Hozzáférés: 2021. augusztus 7.